# Georges Aeschlimann
Georges Aeschlimann (* 11. Januar 1920 in Péry; † 10. November 2010 in La Neuveville) war ein Schweizer Radrennfahrer.

## Sportliche Laufbahn
Aeschlimann war im Strassenradsport aktiv. Von 1941 bis 1945 war er Unabhängiger. Von 1946 bis 1952 startete er als Berufsfahrer. 1946 gewann er Belfort–Muhlhouse–Belfort, 1949 Pruntrut–Zürich und eine Etappe der Tour de Suisse. In der Gesamtwertung kam er hinter Gottfried Weilenmann auf den zweiten Rang. 
1948 wurde er Zweiter der nationalen Meisterschaft im Strassenrennen hinter Ferdy Kübler sowie in der Berner Rundfahrt. In der Katalonien-Rundfahrt 1947 wurde er Dritter. Die Tour de Suisse fuhr er sechsmal.
Aeschlimann bestritt alle Grand Tours. Bei der Tour war er ein wichtiger Domestik für Ferdi Kübler und Hugo Koblet.

## Grand-Tour-Platzierungen
| Grand Tour            | 1946 | 1947 | 1948 | 1949 | 1950 | 1951 | 1952 |
| --------------------- | ---- | ---- | ---- | ---- | ---- | ---- | ---- |
| Vuelta a EspañaVuelta | 11   | –    | –    | –    | –    | –    | –    |
| Giro d’ItaliaGiro     | –    | –    | –    | –    | –    | –    | 90   |
| Tour de FranceTour    |      |      | DNF  | 19   | 41   | 24   | –    |

## Familiäres
Sein Bruder Roger Aeschlimann war ebenfalls Radrennfahrer.